# Протархеоптерикс
Протархеоптерикс (Protarchaeopteryx robusta) — ящеротазовий динозавр, що належав до групи Oviraptorosauria та мешкав на початку крейди (124 млн років тому) на території Азії. Назва цього викопного динозавра перекладається як «древнє крило». Виявлені його останки вперше були в 1997 році в Китаї у провінції Ляонін у відкладеннях формуванні Ісянь.

## Опис

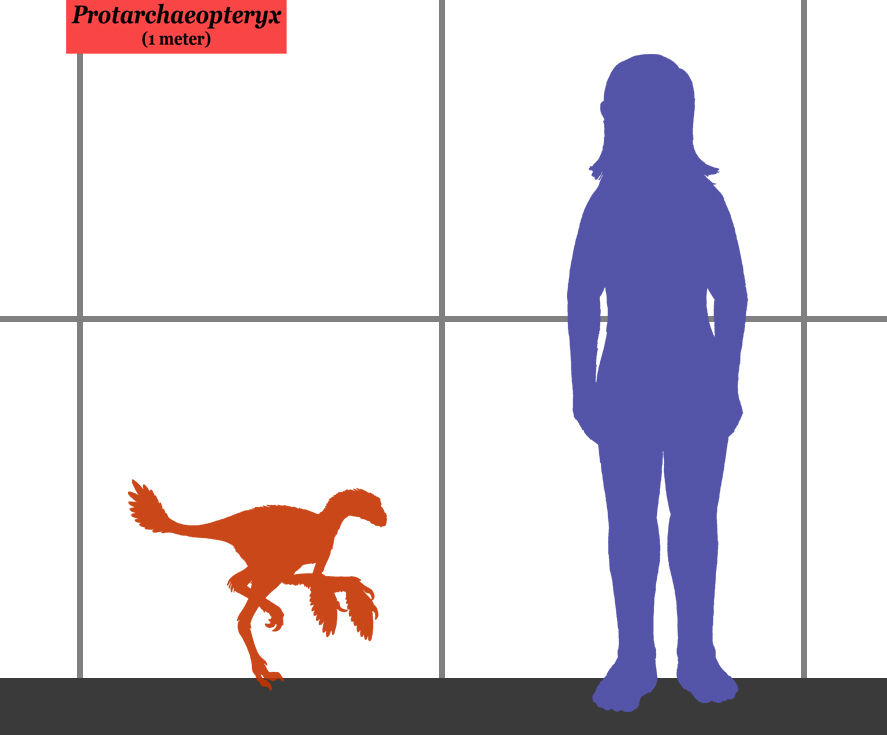
Protarchaeopteryx у порівнянні з людиною

Це була струнка тварина з пір'яним покривом на кінцівках і на хвості. Завдовжки ящір досягав одного метра, заввишки — приблизно п'ятдесяти сантиметрів. Важили ці динозаври близько трьох кілограм. За будовою він нагадував археоптерикса, і являв собою птахоподібного ящера. Грудина — тонка і плоска, хвіст довгий. На лапах по три кігтя, другий кіготь збільшений по відношенню до інших. Всього знайдено кілька скелетів завдовжки в метр. Довжина ноги проархеоптерикса 40 сантиметрів і більше.
На ногах пальці великі та довгі, здатні схопити предмет. Пір'я тулуба досягають 50 міліметрів завдовжки. На хвості є волоть, на ній пір'я 150 міліметрів завдовжки, зі стрункими, витонченими зубцями. Його пір'я були симетричне, це вказало, що ця тварина не вміла літати (у сучасних безкрилих птахів є симетричне пір'я; у літаючих птахів — асиметричне). Пір'я, можливо, використовувалися для зберігання тепла тіла.

## Спосіб життя
Навряд чи проархеоптерикс вмів літати. Він пересувався на двох довгих ногах. Це був, мабуть, швидкий бігун, мав довгі ноги і невелике тіло. Протархеоптерикс був хижаком — харчувався комахами і дрібними ящірками.